# Shō Shimabukuro
Shō Shimabukuro (島袋将?, Shimabukuro Shō; Gifu, 30 luglio 1997) è un tennista giapponese.
I suoi migliori ranking ATP sono stati il 135º posto in singolare raggiunto a ottobre 2023 e il 376º in doppio nel settembre 2024.

## Statistiche

### Tornei minori

#### Singolare

##### Vittorie (5)
| Legenda tornei minori |
| Challenger (2)        |
| ITF (3)               |

| N. | Data            | Torneo                                | Superficie  | Avversario in finale | Punteggio        |
| 1. | agosto 2019     | Indonesia M15, Giacarta               | Cemento     | Ruan Roelofse        | 7–6(3) , 6-2     |
| 2. | gennaio 2022    | Tunisia M25, Monastir                 | Cemento     | Clemente Tabur       | 6-1, 4-6, 6-1    |
| 3. | giugno 2022     | Guam M25, Harmon                      | Cemento     | Hong Seong Chan      | 7-6(4), 2-6, 6-4 |
| 4. | 22 gennaio 2023 | Nonthaburi Challenger III, Nonthaburi | Cemento     | Arthur Cazaux        | 6-2, 7-5         |
| 5. | 21 maggio 2023  | Tunis Open, Tunisi                    | Terra rossa | Geoffrey Blancaneaux | 6-4, 6-4         |

##### Finali perse (4)
| Legenda tornei minori |
| Challenger (2)        |
| ITF (2)               |

| N. | Data             | Torneo                        | Superficie  | Avversario in finale | Punteggio     |
| 1. | marzo 2019       | Giappone M15, Kōfu            | Cemento     | Jumpei Yamasaki      | 6(5)–7 , 3-6  |
| 2. | maggio 2019      | Cina M15, Wuhan               | Cemento     | Shuichi Sekiguchi    | 3-6, 0-6      |
| 3. | 19 novembre 2023 | Kobe Challenger Kōbe          | Cemento (i) | Duje Ajduković       | 4-6, 2-6      |
| 4. | 14 luglio 2024   | Winnipeg Challenger, Winnipeg | Cemento     | Benjamin Bonzi       | 7-5, 1-6, 4-6 |

#### Doppio

##### Vittorie (3)
| Legenda tornei minori |
| Challenger (0)        |
| ITF (3)               |

| N. | Data         | Torneo                  | Superficie | Compagno       | Avversario in finale               | Punteggio    |
| 1. | luglio 2018  | Indonesia F2, Giacarta  | Cemento    | Kaito Uesugi   | Cheong-Eui Kim David Agung Susanto | 6–3, 7–6(4)  |
| 2. | agosto 2019  | Indonesia M15, Giacarta | Cemento    | Hiroyasu Ehara | Jonathan Grey Jumpei Yamasaki      | 6–1, 6–2     |
| 3. | ottobre 2021 | Messico M15, Cancún     | Cemento    | Naoki Tajima   | Peter Bertran Mwendwa Mbithi       | 7–6(5) , 6–4 |

##### Sconfitte (4)
| Legenda tornei minori |
| Challenger (0)        |
| ITF (4)               |

| N. | Data          | Torneo                  | Superficie | Compagno          | Avversario in finale             | Punteggio            |
| 1. | febbraio 2017 | Indonesia F3, Giacarta  | Cemento    | Sho Katayama      | Justin Barki Christopher Rungkat | 3–6, 2–6             |
| 2. | maggio 2019   | Cina M15, Wuhan         | Cemento    | Shuichi Sekiguchi | Sora Fukuda Yuki Mochizuki       | 7–6(5) , 4–6, [8–10] |
| 3. | agosto 2019   | Indonesia M15, Giacarta | Cemento    | Hiroyasu Ehara    | Justin Barki Ruan Roelofse       | 6(3)–7 , 4–6         |
| 4. | ottobre 2021  | Messico M15, Cancún     | Cemento    | Naoki Tajima      | Siddhant Banthia Seita Watanabe  | 6–1, 4–6, [3–10]     |